# ویلهلم لنز
 ویلهلم لنز (انگلیسی: Wilhelm Lenz؛ زاده ۸ فوریهٔ ۱۸۸۸ درگذشته ۳۰ آوریل ۱۹۵۷) یک فیزیک‌دان اهل آلمان بود.